# أبو محمد قاسم الحسني العلوي
أبو محمد قاسم بن أبي هاشم محمد الحسني العلوي (ت. 1123/1124) كان ثاني شريف لمكة من سلالة الأشراف من الهواشم. وخلف والده أبا هاشم بعد وفاته سنة 487 هـ (1094 م). تُوفي سنة 1123 أو 1124. وخلفه ابنه فليتة.

## النسب
هو الشريف أبو فليتة القاسم ابن أبو الهاشم محمد بن جعفر Hبي هاشم محمد بن عبد الله بن أبي هاشم الأكبر محمد بن الحسين بن محمد الثائر بن موسى الثاني بن عبدالله الرضا بن موسى الجون بن عبد الله المحض بن الحسن المثنى بن الإمام الحسن بن علي بن أبي طالب.

## الوفاة
مُختلف فيها، قيل إن الشريف أبو فليتة القاسم بن أبي الهاشم محمد بن جعفر توفي في عام 1101 م بمكة المكرمة وخلفه ولده محمد بالحكم وصادف يوم وفاته وفاة الخليفة الفاطمي المستعلي بالله. أما ابن فهد فيذكر أنه توفي حوالي 1123 م وهو الأشهر:
| أبو محمد قاسم الحسني العلوي | وتوفي - كما ذكر الذهبي - في شهر صفر من سنة 518هـ، وقد أشار عدةُ مؤرخين إلى وفاته في هذه السنة. ورأيتُ في بعض التواريخ أنه توفي في اليوم السابع عشر من ذلك الشهر. وفي «تاريخ ابن الأثير» ذكر أنه توفي في سنة 517هـ. والله أعلم بالصواب. | أبو محمد قاسم الحسني العلوي |

## الأبناء
- فليتة بن أبو فليتة القاسم
- محمد بن أبو فليتة القاسم

## طالع أيضًا
- الهواشم الأمراء
- بنو هاشم
- آل أبو عمرين
- أبو الفتوح الحسن بن جعفر
- قتادة بن إدريس